# 장결희
장결희(1998년 4월 4일 ~ )는 대한민국의 현역 축구 선수로 안성시민축구단에 윙어로 활동 중이다. FC 바르셀로나 유소년 출신으로 백승호, 이승우와 같이 바르셀로나 삼총사 중 1명이다.

## 유스팀 경력
2011년 포항 스틸러스 산하 유소년팀인 포항제철중학교에서 이승우와 같이 FC 바르셀로나에 동반 이적하였다. 2015년 7월 장결희는 FC 바르셀로나 후베닐 B에서 FC 바르셀로나 후베닐 A로 승격되었다.

## 클럽 경력
2017년 6월 30일 계약 만료 후 7월 20일 아스테라스 트리폴리스로 입단했다.
2018년 9월 4일 포항 스틸러스에 입단했다. 하지만 선수 등록 문제로 K리그 출전은 2019년부터 가능하게 되었다.
그러나 포항 스틸러스에서도 좀처럼 좋은 모습을 보여 주지 못하며 2020년 1월에 방출됐다. 이후 양주시민축구단에 입단한다고 알려졌으나, 최종적으로 입단이 무산되었다. 이후 2020년에는 1시즌 동안 무적 신분으로 보냈으며, 2021 시즌을 앞두고 K3리그의 평택 시티즌 FC에 입단했다.
2022년 3월에 K4리그의 서울 중랑 축구단에 입단했으나, 6월에 퇴단 후 현재 K6리그의 안성시민축구단에서 윙어로 활동 중이다.

## 국가대표팀 경력
2014년 AFC U-16 챔피언십 명단에 포함되었다. 장결희는 시리아와의 대회 4강전에서 2골을 기록했다.
2015년 FIFA U-17 월드컵 최종명단에 포함되었으나, 오른쪽 발목 염좌 부상으로 팀에서 하차하게 되었다.
대한민국에서 열리는 2017년 FIFA U-20 월드컵 출전이 유력했으나, 소속팀에서의 주전 경쟁 열세에 따른 출전 경험 저하로 최종 명단에서 탈락했다.

## 지도자 경력
2021 시즌 후 평택시티즌FC 유소년 축구단의 코치로 부임했다. 평택시티즌FC 유소년축구단은 2017년 창단한 유소년팀으로 평택에서 '부천시민프로축구단 평택아카데미'를 시작으로 출발한 유소년구단으로 K3리그에 참가 중인 평택시티즌과는 별개의 구단이다. 구단을 만든 김탁돌 감독과 장결희는 송곡초등학교 사제지간이다.